# 阳明堡羊舌祠
阳明堡羊舌祠，位于中华人民共和国山西省忻州市代县阳明堡镇，已列为山西省文物保护单位。

## 保护
2021年8月4日，阳明堡羊舌祠由山西省人民政府公布为第六批山西省文物保护单位，编号6-59。